# Paroy (Senna e Marna)
Paroy è un comune francese di 181 abitanti situato nel dipartimento di Senna e Marna nella regione dell'Île-de-France.

## Società

### Evoluzione demografica
Abitanti censiti